# Betoño

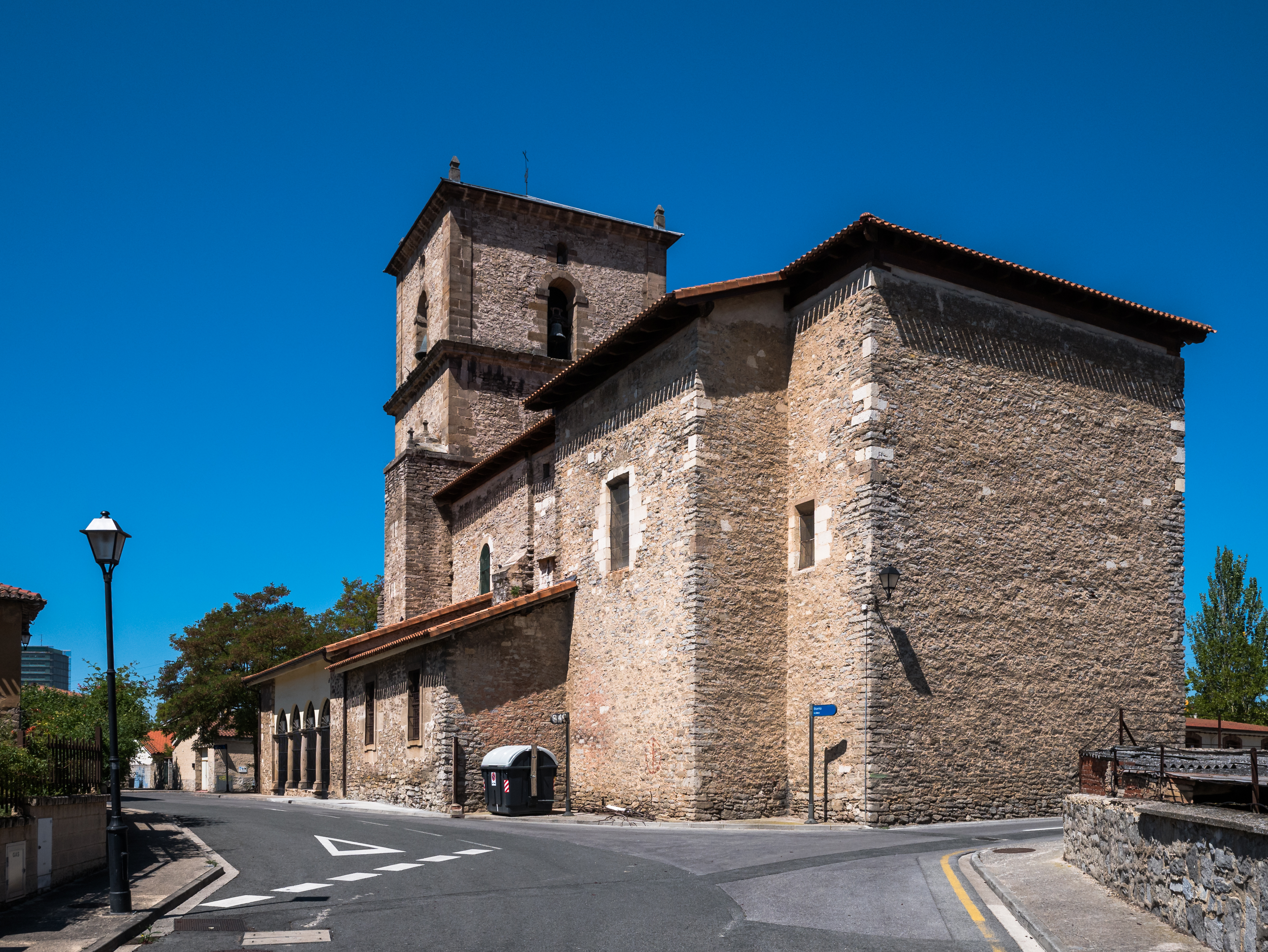
Église de Betoño

Betoño est un village ou contrée faisant partie de la municipalité de Vitoria-Gasteiz dans la province d'Alava dans la Communauté autonome basque.

## Démographie

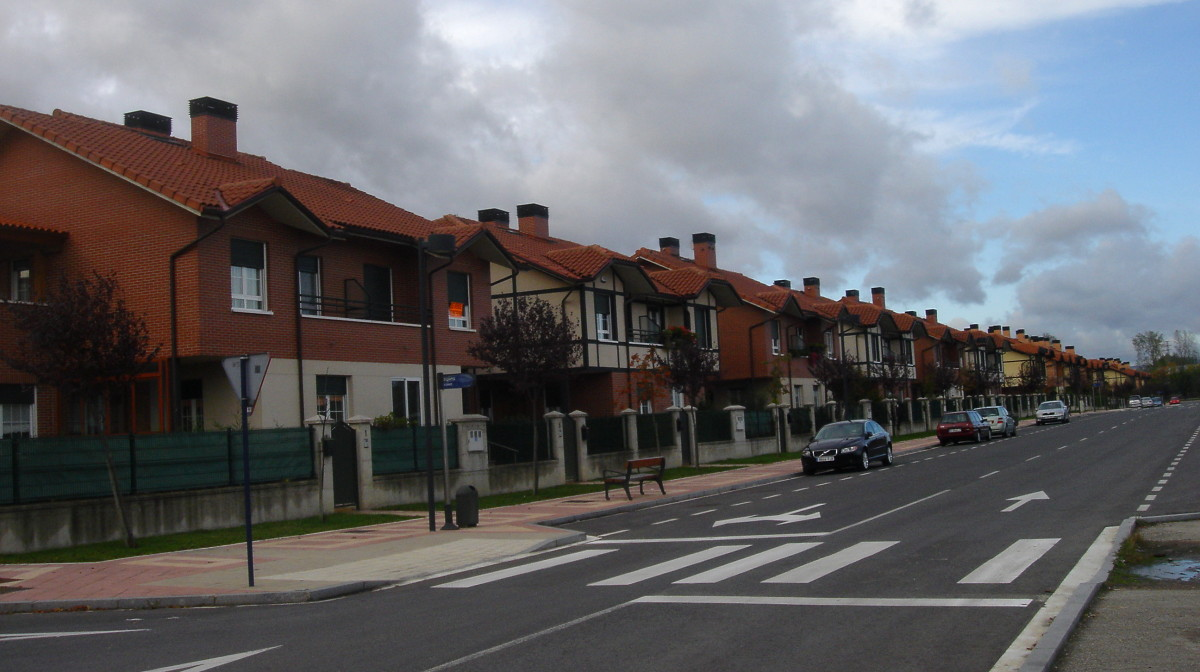
Maisons d'habitations individuelles de Betoño

| 2000 | 2001 | 2002 | 2003 | 2004 | 2005 | 2006 | 2007 |
| ---- | ---- | ---- | ---- | ---- | ---- | ---- | ---- |
| 379  | 405  | 418  | 403  | 398  | 463  | 501  | 522  |